# ムナ
ムナ （Menat）は、フランス、オーヴェルニュ＝ローヌ＝アルプ地域圏、ピュイ＝ド＝ドーム県のコミューン。

## 地理
ムナは自然区分上のコンブライユ地方に位置する。シウール川がコミューンの東側の境界となっている。

## 由来
ムナの名は、ラテン語でManathensisまたはCellula Manatensisと書かれていた6世紀にさかのぼる（cellulaとは、修道士が祈り生活する部屋、celluleにつながる。要するに、小さな修道院となる）。1286年の文書にはMenatumの名が文書に見られる。語源は家を意味するmansioか、ラテン語の姓のmasoからきている。アルベール・ドーザとシャルル・ロスタンは、mansio（フランス語でもオック語でも家を意味する）の派生語なのか、ラテン語の人名masoなのか、いずれかを原語としてガリア語の接尾辞の-acumがついたものなのか、ためらっている。しかし6世紀の複数の文書においては接尾辞の存在はどちらも弱まる。

## 歴史
アンシャン・レジーム時代、少なくとも14世紀から、ムナはクレルモン司教座の中の15ある助祭区の1つだった。
1790年にコミューンができると、現在のムナとヌフ・エグリーズは1つのコミューンとしてムナの名を採用していた。次第にヌフ・エグリーズはコミューンからの分離を望むようになった。行政の過程は長かったが、植物学者アンリ・ルコックの働きのおかげで、1883年にコミューンは2つに分かれた。ヌフ・エグリーズの初代首長は、ルコックの同名の甥であった。

## 人口統計
| 1962年 | 1968年 | 1975年 | 1982年 | 1990年 | 1999年 | 2006年 | 2012年 |
| ------ | ------ | ------ | ------ | ------ | ------ | ------ | ------ |
| 1002   | 912    | 813    | 703    | 640    | 610    | 594    | 557    |

source=1999年までLdh/EHESS/Cassini、2004年以降INSEE

## 史跡
- 教会 - 何世紀にもわたって何回か変更がされている建物だが、最も古い部分であるロマネスク様式の身廊は12世紀のものである。
- 化石と古生物博物館
- ムナ修道院 - 6世紀には既に存在していた。『聖アヴィの生涯』では、聖アヴィがムナの神学校で学んだことにふれている。修道院はアンジュー生まれのメネレによって685年から690年の間に建てられた。仲間のサヴィニアンとコンスタンスに助けられて修道院ができるが、クロタール1世の死後に発生した継承戦争によって破壊されてしまう。そこではベネディクト会の戒律が採用されていた。812年、ルイ敬虔王はアキテーヌ王国内、特にオーヴェルニュのいくつかの修道院を復元した。彼はムナ修道院に、兵役や手数料の免除といった、様々な特権を付与した。フランス革命によって修道院が消滅させられたとき、ムナ修道院にいた聖職者は3人だけだった。建物は国家資産として売られ、様々な所有者が買った。
- ムナ橋 - 段差舗装されており、発祥は不明である。シウール川に架けられ、ムナとサン・レミ・ド・ブロとの間で分けられている。

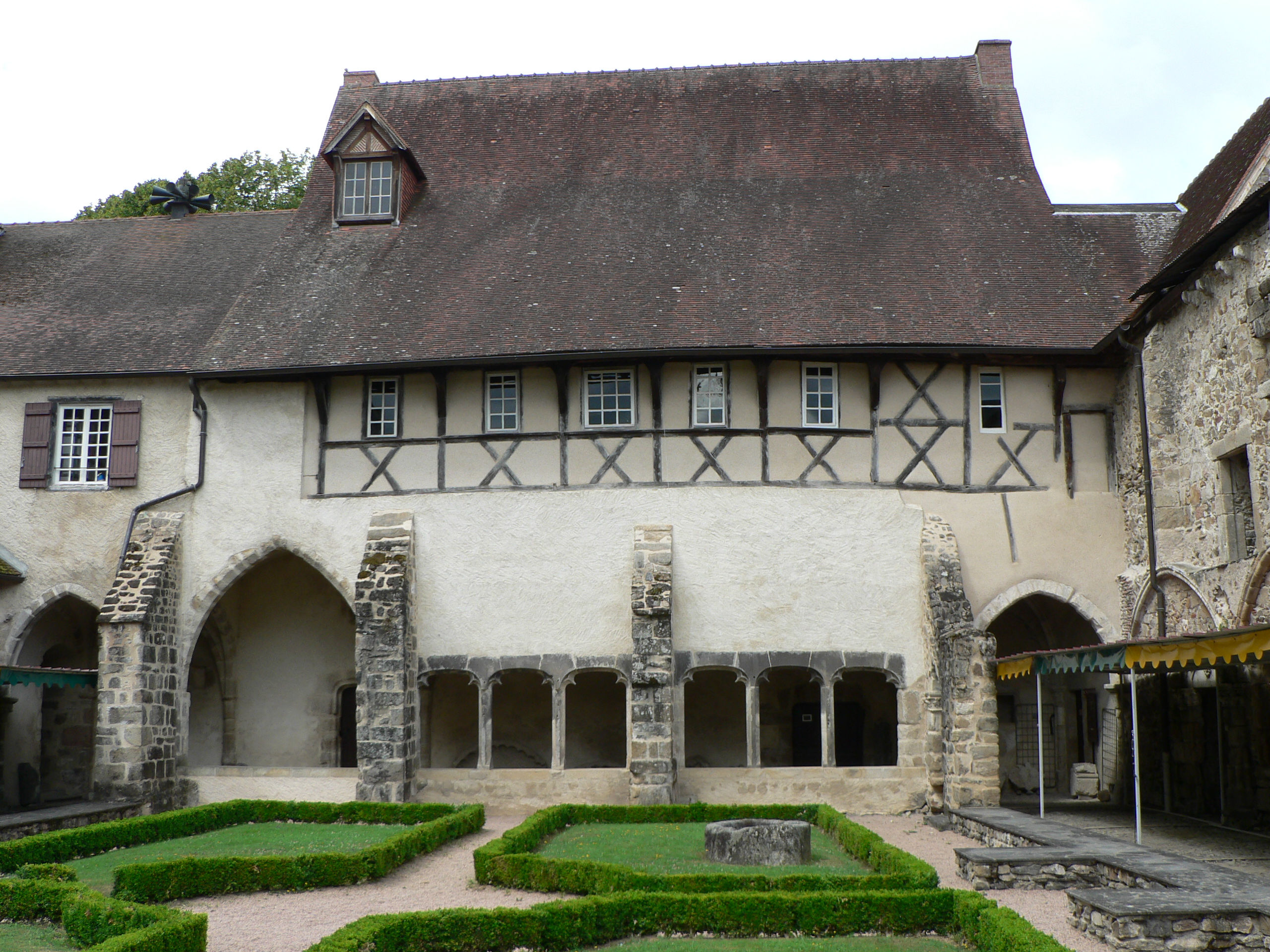
ムナ修道院
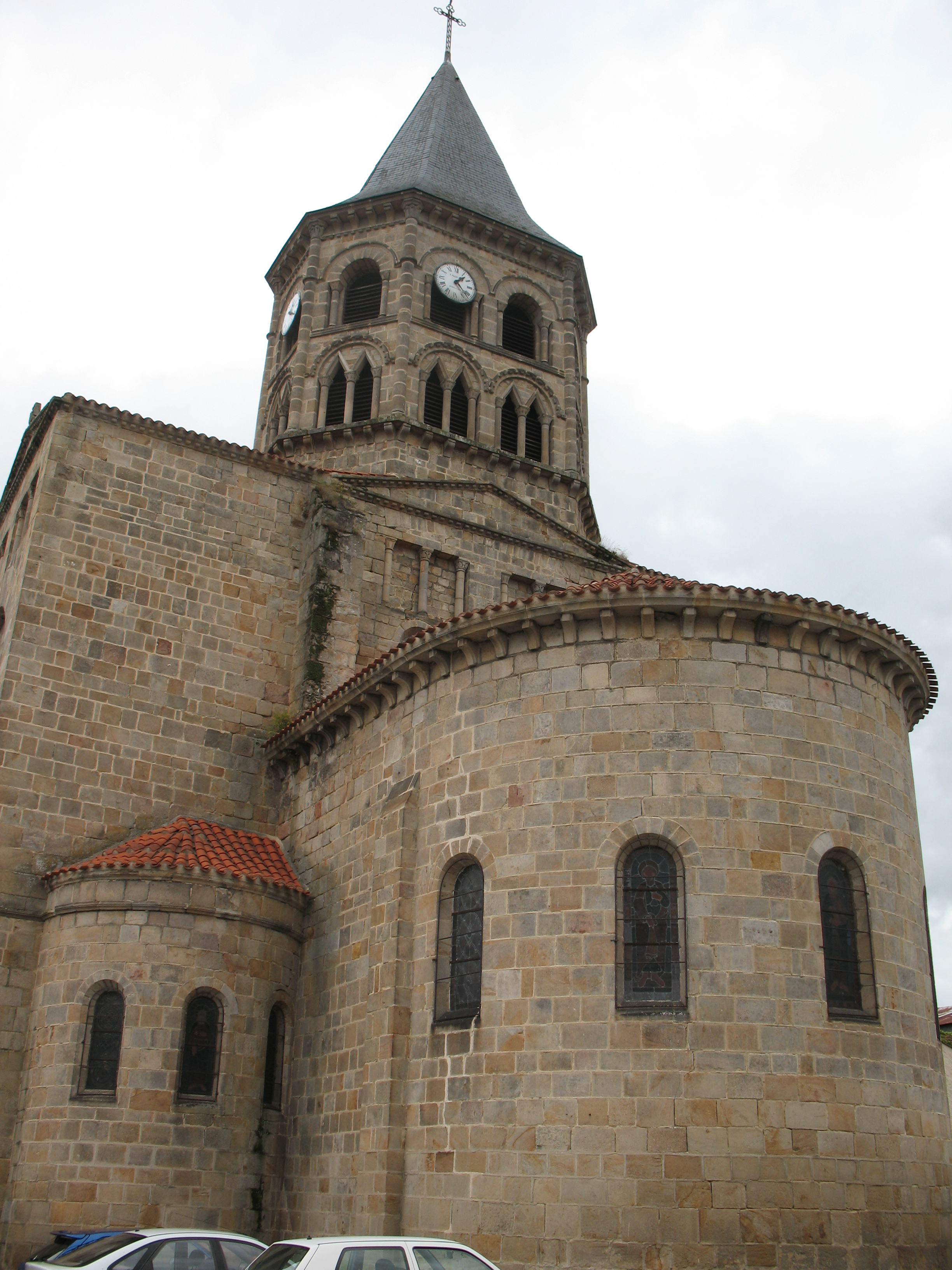
修道院外観
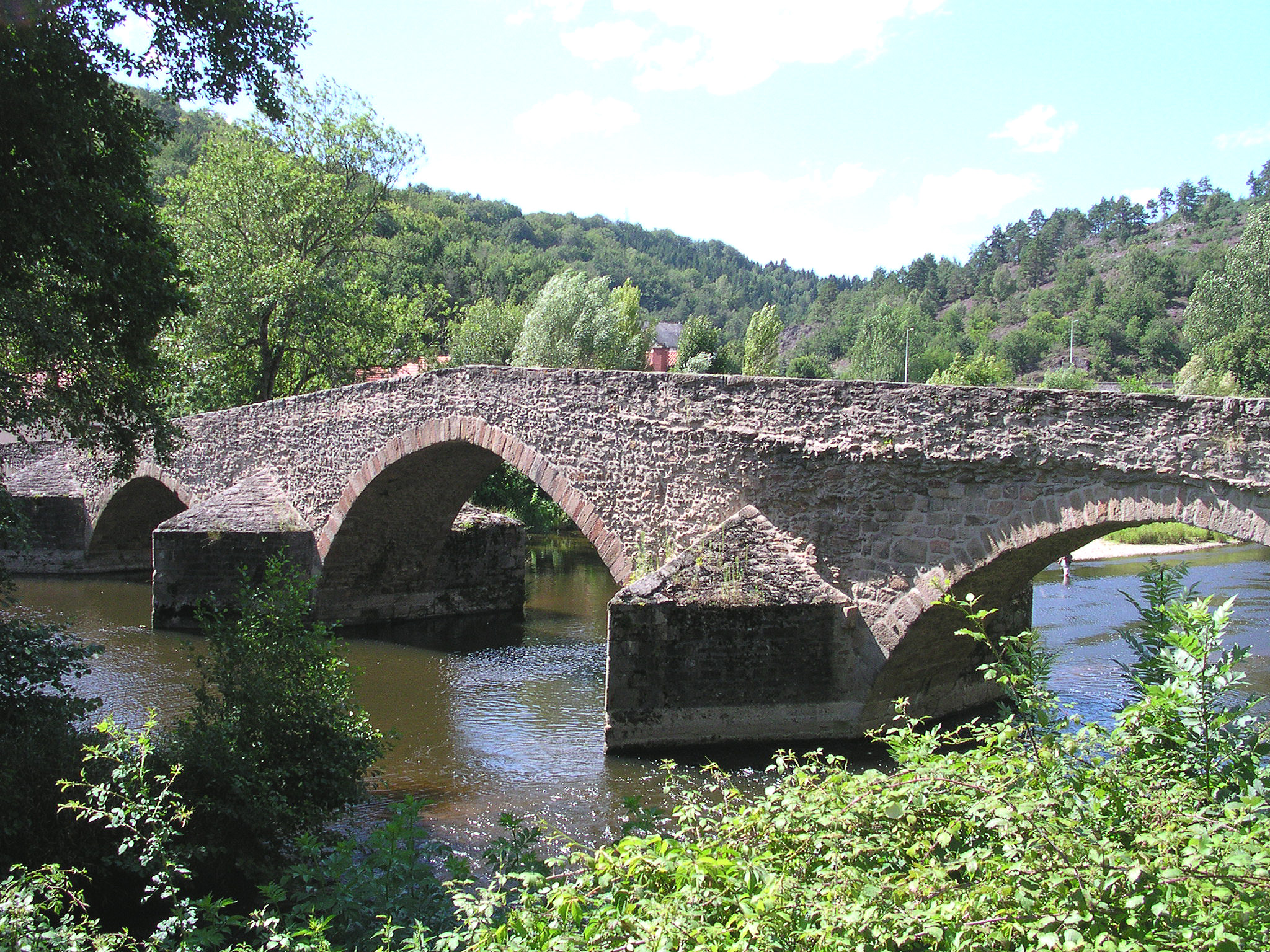
橋